# Höheres Kavallerie-Kommando Nr. 4
Das Höhere Kavallerie-Kommando Nr. 4 (H.K.K. Nr. 4) war ein zu Beginn des Ersten Weltkriegs beim deutschen Heer gebildeter Verband zur Führung der Heereskavallerie auf der Führungsebene Korps. Es wurde jedoch nicht als Korps bezeichnet, da es keine Korpstruppen besaß.

## Aufstellung
Bei der Mobilmachung 1914 wurden vier Höhere Kavallerie-Kommandos (H.K.K. Nr. 1 bis Nr. 4) gebildet, unter denen die erst im Kriegsfall aus Teilen der Divisionskavallerie und den reitenden Abteilungen der Feldartillerie aufgestellten Kavalleriedivisionen als schnelle Großverbände zusammengefasst wurden. Das H.K.K. Nr. 4 unter Generalleutnant Gustav von Hollen wurde an der Westfront eingesetzt. Bei der 5. Armee nahm es am Aufmarsch zwischen Diedenhofen und Metz teil und hatte die Aufgabe, die Aufklärung an der Maasstrecke Mézières–St. Mihiel vorzunehmen sowie auf Carignan und Damvillers vorzugehen. Ein weiteres Aufklärungsziel bestand in der Feststellung, ob die Maas unterhalb Verdun stark besetzt war, oder ob von dort, über Verdun oder zwischen dieser Festung und Metz hindurch französische Kräfte gegen die 4. und 5. Armee vorgingen. 
Das Höhere Kavallerie-Kommando Nr. 4 wurde im Zuge des Wettlaufes zum Meer zur Aufklärung des rechten Flügels des Heeres Mitte Oktober in den Raum Estaires-Méteren vorgetrieben und dann nach Lille zurückgezogen, Ende Oktober beteiligte es sich an der Ersten Flandernschlacht und wurde dann nach dem Übergang zum Stellungskrieg am 23. Dezember 1914 aufgelöst.

## Organisation

### Verbandszugehörigkeit
- 1914 bei Kriegsbeginn
  - H.K.K. Nr. 4 bei 5. Armee, im Dezember 1914 aufgelöst

### Gliederung
- Höherer Kavalleriekommandeur
- Stab mit Chef des Generalstabs, 1. Generalstabsoffizier, zwei Adjutanten und der Kommandant des Hauptquartiers.

### Unterstellte Truppenteile
Dem H.K.K. Nr. 4 waren ursprünglich zwei Kavalleriedivision unterstellt:
- 3. Kavallerie-Division
- 6. Kavallerie-Division

### Kommandeure
| H.K.K.       | Dienstgrad      | Name              | Beginn der Berufung | Ende der Berufung | Bemerkung |
| ------------ | --------------- | ----------------- | ------------------- | ----------------- | --------- |
| H.K.K. Nr. 4 | Generalleutnant | Gustav von Hollen | 02. August 1914     | 23. Dezember 1914 |           |